# Quintus Fuficius Cornutus
 (septembre 2022).
Quintus Fuficius Cornutus est un sénateur romain actif dans la première moitié du IIe siècle de notre ère, qui occupe plusieurs fonctions au service de l'empereur. Il est consul pour le nundinium d'avril à juin 147 apr. J.-C. avec Aulus Claudius Charax comme collègue. Cornutus n'est connu que par des inscriptions.

## Carrière
Son cursus honorum peut être reconstitué à partir d'une inscription incomplète trouvée à Casalbordino, près de Vasto en Italie. L'emplacement de ce monument a conduit Géza Alföldy à supposer que la maison de Cornutus se trouvait dans ce village, ou à Frentanum voisin où Cornutus est connu avoir possédé des domaines. La restauration de l'inscription suppose qu'elle ait enregistré lequel des quatre conseils du vigintiviri Cornutus détenait, à savoir le quattuorviri viarum curandarum, qui supervisait l'entretien des routes de la ville de Rome. Ce qui est plus certain, c'est qu'il était un tribun militaire, et que tout en détenant cette commission, Cornutus a vu des combats où ses réalisations lui ont valu de recevoir des dona militaria, ou des décorations militaires.
Cependant, où il a vu le combat, et avec quelle unité, ce n'est pas connu ; la partie de l'inscription contenant cette information est manquante. Valerie Maxfield énumère deux occasions possibles où cela aurait pu se produire : « le bellum Iudaicum de 132-5 apr. J.-C. dans lequel C. Popilius Carus Pedo, consul la même année que Cornutus, est décoré » ; ou l'expeditio Britannica pendant le gouvernorat de Quintus Lollius Urbicus. Anthony Birley doute que Cornutus ait participé à la guerre juive, notant qu'Hadrien "était particulièrement peu généreux avec dona pour la guerre juive".
Assez de l'inscription survit pour attester que Cornutus est le candidat impérial aux magistratures républicaines de tribun plébéien et de préteur ; Alföldy date la dernière fonction au plus tard à 138, tandis que Maxfield la date à environ 137. Être le candidat de l'empereur est un honneur important. Une fois qu'il quitte le prétorat, Cornutus est nommé juridicus pour les Asturies et la Gallaecia. Alföldy note qu'il est l'un des trois hommes qui ont occupé ce poste dans une courte période: Alföldy arrange les trois en mettant Lucius Novius Crispinus (plus tard consul suffect vers 150) en premier, qui a été remplacé par Lucius Coelius Festus, et qui a été à son tour remplacé par Cornutus vers l'an 140 ; On suppose que Cornutus est resté à ce poste pendant trois ans.
Cornutus a reçu une commission de legatus legionis ou commandant d'une légion dont le nom est perdu, mais semble avoir été stationné dans l'une des deux provinces mésiennes ; Alföldy date sa commission d'environ 142 à 144, tandis que Maxfield propose les dates d'environ 141 à 143. Cela a été suivi par son poste de gouverneur de la province impériale de Pannonie inférieure, qu'il a occupé de l'année 144 à 147. De retour à Rome, Cornutus accède au consulat.
Le seul poste que Cornutus est connu pour avoir occupé après que son consulat était gouverneur de Moesia Inferior, qu'il a occupé de c. 151 à c. 153/154.